# Широков, Юрий Михайлович
Юрий Михайлович Широков (21 июня 1925, Москва — 5 июля 1980, ледник Москвина, Памир, Таджикская ССР) — советский физик, математик, профессор, альпинист.

## Биография
Родился в семье физика Михаила Фёдоровича Широкова. В 1948 году окончил физический факультет МГУ, ученик Д. И. Блохинцева. Работал там же, затем в Математическом институте имени В. А. Стеклова РАН. Опубликовал более сотни научных работ. Среди них наиболее известны учебник ядерной физики и работы по алгебре обобщенных функций. Книги Широкова переведены на иностранные языки.
Занимался альпинизмом. Мастер спорта по альпинизму, чемпион СССР по альпинизму 1952 года. Судья Республиканской категории по альпинизму.
Скончался 5 июля 1980 года на леднике Москвина на Памире. Похоронен на Востряковском кладбище.

## Научная деятельность
Широков построил алгебру обобщённых функций. Эта алгебра используется для описания сингулярных систем.
Вероятно, Широков был не первый, кто отметил, что квантовая механика имеет много классических пределов. Постоянная Планка {\displaystyle \hbar } встречается во многих соотношениях, и существует много возможностей сохранять некоторые параметры постоянными, или даже менять их все, рассматривая предел {\displaystyle \hbar \rightarrow 0}.
Наиболее распространенными классическими предельными случаями квантовой механики являются классические волны и ньютонова механика.
Широков систематизировал построение классических пределов квантовой механики. Такая систематизация позволила сформулировать единый формализм для классической и квантовой теорий рассеяния и сформулировать аксиомы классической и квантовой механики в рамках единого формализма.
Наиболее важные идеи Широкова в квантовой механике и теоретической физике ещё не получили должного развития. В частности, теория поля на языке волновых пакетов (то есть без расходящихся интегралов и без расходящихся рядов) ещё не построена.

### Книги
- Ю. М. Широков, Н. П. Юдин. Ядерная физика. — М.: Наука, 1972. — 671 с.
  - Ю. М. Широков, Н. П. Юдин. Ядерная физика. — 2-е изд., перераб. — М.: Наука, 1980. — 727 с.

### Статьи
- Ю. М. Широков. Релятивистская теория спина // ЖЭТФ. — 1951. — Т. 21, вып. 6. — С. 748—760.
- Ю. М. Широков. Релятивистская теория свободных трехмерно протяженных частиц // ЖЭТФ. — 1952. — Т. 22, вып. 5. — С. 539—543.
- Ю. М. Широков. О спине частиц с нулевой массой покоя // ЖЭТФ. — 1952. — Т. 23, вып. 1. — С. 78—82.
- Ю. М. Широков. Квантовая электродинамика в конфигурационном представлении. I // ЖЭТФ. — 1953. — Т. 24, вып. 1. — С. 14—23.
  - Ю. М. Широков. Поправки // ЖЭТФ. — 1954. — Т. 26, вып. 1. — С. 128.
- Ю. М. Широков. К теории взаимодействия трехмерно протяженной частицы с внешним полем // ЖЭТФ. — 1953. — Т. 24, вып. 1. — С. 47—55.
- Ю. М. Широков. Квантовая электродинамика в конфигурационном представлении. II. Теория электронов-позитронов в конфигурационном представлении // ЖЭТФ. — 1953. — Т. 24, вып. 2. — С. 129—134.
- Ю. М. Широков. Квантовая электродинамика в конфигурационном представлении. III. Взаимодействие электронов-позитронов с электромагнитным полем // ЖЭТФ. — 1953. — Т. 24, вып. 2. — С. 135—148.
- К. А. Туманов, Ю. М. Широков. Квантовая электродинамика в конфигурационном представлении. IV. Релятивистское уравнение для системы электрон-позитрон // ЖЭТФ. — 1953. — Т. 24, вып. 4. — С. 369—374.
- Ю. М. Широков. О новом классе релятивистских уравнений для элементарных частиц // ДАН СССР. — 1954. — Т. 94, № 5. — С. 857—859.
- Ю. М. Широков. К вопросу о взаимодействии частиц нового типа спина ½ с внешним полем // ДАН СССР. — 1954. — Т. 99, № 5. — С. 737—740.
- Ю. М. Широков. К вопросу о существовании антинуклонов (Краткое содержание доклада) // Изв. АН СССР. Серия физическая. — 1955. — Т. 19, № 6. — С. 664.
- В. А. Жирнов, Ю. М. Широков. Возможные состояния системы двух гравитонов // ЖЭТФ. — 1956. — Т. 30, вып. 6. — С. 1098—1103.
- Ю. М. Широков, Д. Г. Санников. К вопросу о неквантовых релятивистски инвариантных перенормированных уравнениях трехмерно протяженной частицы // ЖЭТФ. — 1956. — Т. 31, вып. 1. — С. 113—120.
- Г. Ф. Филимонов, Ю. М. Широков. Гамильтонианы множественных взаимодействий в квантовой электродинамике // ЖЭТФ. — 1957. — Т. 32, вып. 1. — С. 99—104.
- Ю. М. Широков, В. В. Балашов, К. А. Туманов. О методе непосредственного вычисления гамильтониана нуклон-нуклонного взаимодействия по экспериментальным значениям легких ядер // ЖЭТФ. — 1957. — Т. 32, вып. 1. — С. 167—168.